# Coscile
El Coscile és un riu del sud-oest d'Itàlia, a la regió de Calàbria, afluent del riu Crati. El seu nom antic era Síbaris i encara avui se l'anomena Sibari. Es deia que aquest nom de Síbaris li havien posat els colons grecs que van fundar la ciutat, i era el nom d'una font que hi havia a la ciutat de Bura a l'Acaia, segons diu Estrabó. També explica que les aigües del riu feien tornar tímids els cavalls, i per això no hi deixaven beure als ramats.
Neix a 668 m d'altura (Sorgente Coscile) a les pendents del monte il Cappellazzo (1210 metres). És afluent per l'esquerra del riu Crati, prop de Thurio. Al seu costat corre la carretera entre Thurio i Stazione di Spezzano Albanese.
S'hi poden pescar truites i anguiles. Rep a l'esquerra el torrent de Garda i a la dreta els rius Esaro i Garga i el torrent anomenat Tiro.